# Дюймовочка
Дюймо́вочка (дат. Tommelise, англ. Thumbelina) — маленькая, красивая и добрая девочка, героиня одноимённой сказки датского поэта, путешественника и сказочника Х. К. Андерсена. Единственная девочка — член Клуба весёлых человечков.
Сказка «Дюймовочка» впервые была опубликована в Дании в 1835 году в составе второго тома «Сказок, рассказанных детям». Как и большинство сказок Андерсена, эта сказка выдумана лично автором, а не заимствована «у народа».

## Характер
Подобно Гадкому Утёнку и некоторым другим персонажам Андерсена, Дюймовочка является персонажем-«аутсайдером», ищущим своё место в обществе. Такие герои вызывают у автора симпатию.

## Сюжет сказки
Одна женщина вырастила цветок, в чашечке которого оказалась крохотная прекрасная девочка, ростом не больше человеческого пальца, женщина назвала её Дюймовочкой.
Прелестную малютку однажды заметила жаба и решила, что Дюймовочка может стать парой для её сына. Дождавшись полуночи, жаба выкрала девочку. Сын жабы был очарован ее красотой. Чтобы она не смогла бежать, он поместил Дюймовочку на лист водной лилии. Однако на помощь девочке пришли рыбы, которые перегрызли стебель, а мотылёк, которому понравилась Дюймовочка, впрягся в её поясок и полетел, потянув за собой лист по воде. Пока мотылёк тянул лист с Дюймовочкой, майский жук перехватил её и понёс к себе на дерево. Мотылёк остался привязанным к листку. Дюймовочка очень жалела его — ведь он не мог сам освободиться.

Полевая мышь и Дюймовочка (иллюстрация к сборнику «Young Folks Treasury» (1919))

На том же дереве жили другие майские жуки, но девочка им не понравилась, ведь у жуков были другие понятия о красоте. Жук оставил Дюймовочку  в лесу. Там она прожила всё лето, и осень, но с приближением зимы стала страдать от холода. К счастью, замёрзшая Дюймовочка обнаружила норку полевой мыши, которая приютила её у себя. Затем  мышь решила выдать подопечную замуж за своего богатого соседа — крота. Крот был очень состоятелен и настолько же скуп. Во время первой встречи у мыши, Дюймовочка спела ему две песни: «Майский жук, лети, лети» и «Бродит по лугам монах». Соседу невеста понравилась, и он согласился подумать о женитьбе. Крот показал Дюймовочке свои подземные «дворцы» и богатства. В одной из галерей девочка обнаружила мёртвую ласточку. Однако оказалось, что ласточка была просто очень слаба. Дюймовочка втайне от мыши и крота стала заботиться о ней. Настала весна. Ласточка совсем поправилась и, поблагодарив Дюймовочку, вылетела наружу из галерей крота.
В это время крот окончательно решился на женитьбу, и полевая мышь приказала девочке шить приданое. Дюймовочке было очень грустно и обидно, ей очень не хотелось выходить за крота. Наступил день свадьбы. Дюймовочка решила выйти в последний раз на свет и попрощаться с солнышком. В этот момент над полями пролетала та самая ласточка. Она забрала Дюймовочку с собой в тёплые края, спасши её тем самым от очередного неприятного жениха.
В тёплых краях Дюймовочка поселилась в цветке и встретила короля эльфов, прекрасного и такого же миниатюрного, как она сама. Эльф и Дюймовочка сразу же полюбили друг друга и стали мужем и женой. Так Дюймовочка стала королевой эльфов. Эльф подарил Дюймовочке свои крылья и дал новое имя — «Майя» в честь весны.

## Экранизации и постановки
- Эндрю Ланг переименовал данную сказку в «Приключения Майи» в его одиннадцатом томе «Сказок оливковой Феи» (опубликована в 1907 году).
- Первый фильм «Дюймовочка» был чёрно-белым, его выпустил в 1924 году режиссёр Герберт M. Доли.
- Дэнни Кэй исполнил песню «Дюймовочка», написанную Фрэнком Лессером, в фильме 1952 года об Андерсене.
- Лотта Райнигер в 1954 году выпустила короткий 10-минутный фильм о Дюймовочке.
- Восточногерманская студия ДЕФА в 1959 году выпустила мультфильм «Дюймовочка». Режиссер: Кристл Вимер.
- В 1961 году Всесоюзная студия грамзаписи и Апрелевский завод грампластинок (СССР) выпустили пластинку с записью музыкальной сказки «Дюймовочка». Режиссёр инсценировки Сергей Богомазов, в роли Дюймовочки Маргарита Корабельникова (вокал Алевтина Кузьмина). Впоследствии с 1964 по 1991 год пластинка многократно переиздавалась различными заводами Всесоюзной фирмы грамзаписи «Мелодия».
- В 1964 году был снят советский мультфильм «Дюймовочка» Леонида Амальрика.
- Диафильм «Дюймовочка», 1972 год (Редактор: Н. Мартынова, Художник: Г. Портнягина).
- Японская студия «Toei Animation» выпустила полнометражный аниме-мультфильм в 1978 году, под названием «Sekai Meisaku Dowa: Oyayubi Hime» (World’s Famous Children’s Stories: The Thumb Princess) с анимацией художника Осаму Тэдзука.
- Сериал про Дюймовочку, для домашнего просмотра, выпустила студия «Faerie Tale Theatre» (Сказочный театр) в 1984 году, с участием Кэрри Фишер и Уильяма Кэтта.
- История с красочным оформлением в студии «Rabbit Ears Productions» была выпущена в 1989 году на видеокассете, аудиодиске, компакт-кассете (с рассказом в исполнении Келли МакГиллис) и в виде книги.
- Японская студия «Enoki Films» выпустила в 1992 году 26-серийный мультфильм, под названием Oyayubi Hime Monogatari (Рассказы о Дюймовочке).
- Компания Golden Films выпустила мультфильм о Дюймовочке[англ.] (1993).
- В 1994 году Дон Блут выпустил мультфильм о Дюймовочке, который имеет некоторые отклонения от классического авторского сюжета.
- В начале 1995 года состоялась премьера[1] снятого в 1994-м Творческим объединением «Экран» РГТРК «Останкино» первого фильма из цикла мультипликационных фильмов «Приключения Дюймовочки» (планировалось, что цикл должен состоять из пяти фильмов[1]).
- В 1996 году вышел мультфильм «Мальчик с пальчик и Дюймовочка» («Tom Thumb Meets Thumbelina») на студии Golden Films.
- В 1997 году Московский государственный академический детский музыкальный театр имени Наталии Сац представил премьеру специально созданной оперы Ефрема Подгайца «Дюймовочка». Спектакль, поставленный режиссером Валерием Меркуловым, в 2000 году был признан лучшим музыкальным спектаклем для детей.
- В 2002 году на DVD выпущен мультфильм «Приключения Мальчика-с-пальчик и Дюймовочки[англ.]».
- Дюймовочка появлялась в роли гостьи на свадьбе принцессы Фионы в мультфильме «Шрек 2» (2004).
- Hans Christian Andersen’s 200th Anniversary: The Fairy Tales, 2005, Denmark, The Netherlands, Jorgen Bing (Ганс Христиан Андерсен. Сказки, 2005, Дания, Нидерланды, Йорген Бинг)
- В 2007 году вышел фильм «Дюймовочка» Леонида Нечаева по сценарию Инны Веткиной.
- В 2009 году вышел мультфильм «Барби представляет сказку «Дюймовочка»».
- В 2012 году для iPad и Android вышел интерактивный мультфильм с мини-играми под названием «Дюймовочка. Путешествие к мечте».